# Alchowaja
Alchowaja (biał. Альховая; ros. Ольховая, Olchowaja; pol. hist. Olchowa) – wieś na Białorusi, w obwodzie homelskim, w rejonie lelczyckim, w sielsowiecie Stodolicze.

## Historia
W dwudziestoleciu międzywojennym chutor położony w granicach Związku Sowieckiego. Od 1991 w niepodległej Białorusi.